# Fresh Pond (Sveti Martin)
Fresh Pond je vodeno tijelo površine 14 ha u zemlji Sveti Martin na otoku Saint Martin u nizozemskim Karibima. Dimenzija oko 2,5 km  za 1 km, nalazi se unutar glavnog grada Philipsburga. 

## Važno područje za ptice
BirdLife International ga je identificirao kao važno ornitološko područje jer ima populacije raznih ugroženih ili ograničenih vrsta ptica. Zbog niskog saliniteta (2-3 promila) podržava vrste koje su rjeđe u drugim dijelovima otoka. Jezerce je omeđeno trskom, mangrovama i kokosovim palmama. Američka liske (Fulica americana) zabilježene su kako se gnijezde na tom mjestu, kao i snježne čaplje (Egretta thula), šarenokljuni gnjurci, mlakuše (Gallinula chloropus), velike bijele čaplje, smeđokape patke (Anas bahamensis) i crnoglave čakore (Oxyura jamaicensis). Druge ptice za koje je IBA određena uključuju maloantilski kolibrić (Eulampis holosericeus), zelenokresti kolibrić (Orthorhyncus cristatus), karipska elenija (Elaenia martinica), ljuskastotrbi raznopojac (Margarops fuscatus) i maloantilski sjemenar (Loxigilla noctis).